# Tilmann Lehnert
Tilmann Lehnert (* 1941 in Darmstadt; † 2. April 2020 in Berlin) war ein deutscher Gymnasiallehrer, Musiker, Künstler, Filmschauspieler und Schriftsteller.

## Werdegang
Lehnert wuchs in Stuttgart auf und verbrachte längere Zeit bei Gasteltern in Genf. Er studierte Deutsch und Französisch und wurde Gymnasiallehrer. Seine Liebe galt der Literatur und Musik. Er verstand sich als Schriftsteller und veröffentlichte seit 1969 Lyrik und Prosa, die er auch selbst in der Berliner Bar jeder Vernunft und an anderen Veranstaltungsorten vortrug. Er spielte Klavier in Johannes Grützkes Berliner Gruppe „Erlebnisgeiger & Klavier & Gesang“. Mit Grützke führte er 1980 im Berliner Café Einstein auch die Oper „Im Fundbüro“ auf. Im Nachruf der Süddeutschen Zeitung wird von einer „Combo der Extreme“ berichtet, deren Wirkung „herzzerreißend komisch“ gewesen sei. Mit Grützke gründete er auch den Berliner Goethe Verlag. Als Schauspieler trat er in Filmen von Werner Schroeter und Rosa von Praunheim auf, zum Beispiel in Ein Virus kennt keine Moral (1986) und Anita – Tänze des Lasters (1987). Lehnert starb nach langer Krankheit in Berlin.

## Werke (Auswahl)
- Widerstandsprosa für ziellose Fußmärsche. Mit vier Radierungen von Joachim Palm. Stollenwerk, Berlin 1969.
- Bissiger Thiel. Zwei Erzählungen mit 6 Radierungen von Joachim Palm. 1973.
- Paarungen, Verwüstungen. Mit Lithographien von Johannes Grützke. Mariannenpresse, Berlin 1983, ISBN 978-3-922510-16-1.
- Oben ist nur der Boden. Von Menschen und Tütenmietern. Basis-Verlag, Berlin 1983, ISBN 978-3-88025-233-2.
- Kolophon. Gedichte, Lieder, Szenen, Dialoge der "Erlebnisgeiger & Klavier & Gesang". Mit Johannes Grützke. Mariannenpresse, Berlin 1986, ISBN 978-3-922510-36-9.
- Herrchen, Fackel hoch! Zur Beleuchtung ganz bestimmter Tatsachen. Mit Zeichnungen von Johannes Grützke. Mariannenpresse, Berlin 1994, ISBN 978-3-922510-81-9.
- Der Frauentunnel. Mit Johannes Grützke. Goethe-Verlag, Berlin 1995, ISBN 978-3-95732-020-9.
- 30 Jahre Bohren. Mit Johannes Grützke. Goethe-Verlag, Berlin 1997, ISBN 978-3-95732-022-3.
- Pauvre Bobo. Ein Konvolut. Mit acht Lithographien von Johannes Grützke. Goethe Verlag, Berlin 2000, ISBN 978-3-95732-021-6.
- Heidi und Schmitt. Vortragsstücke. Mit Vignetten und Lithographien von Johannes Grützke. Mariannenpresse, Berlin 2006, ISBN 978-3-926433-41-1.
- Fabelhafte Gespräche. Mit Zeichnungen von Johannes Grützke. KLAK, Berlin 2014, ISBN 978-3-943767-22-3.